# Marta Różańska-Bocek

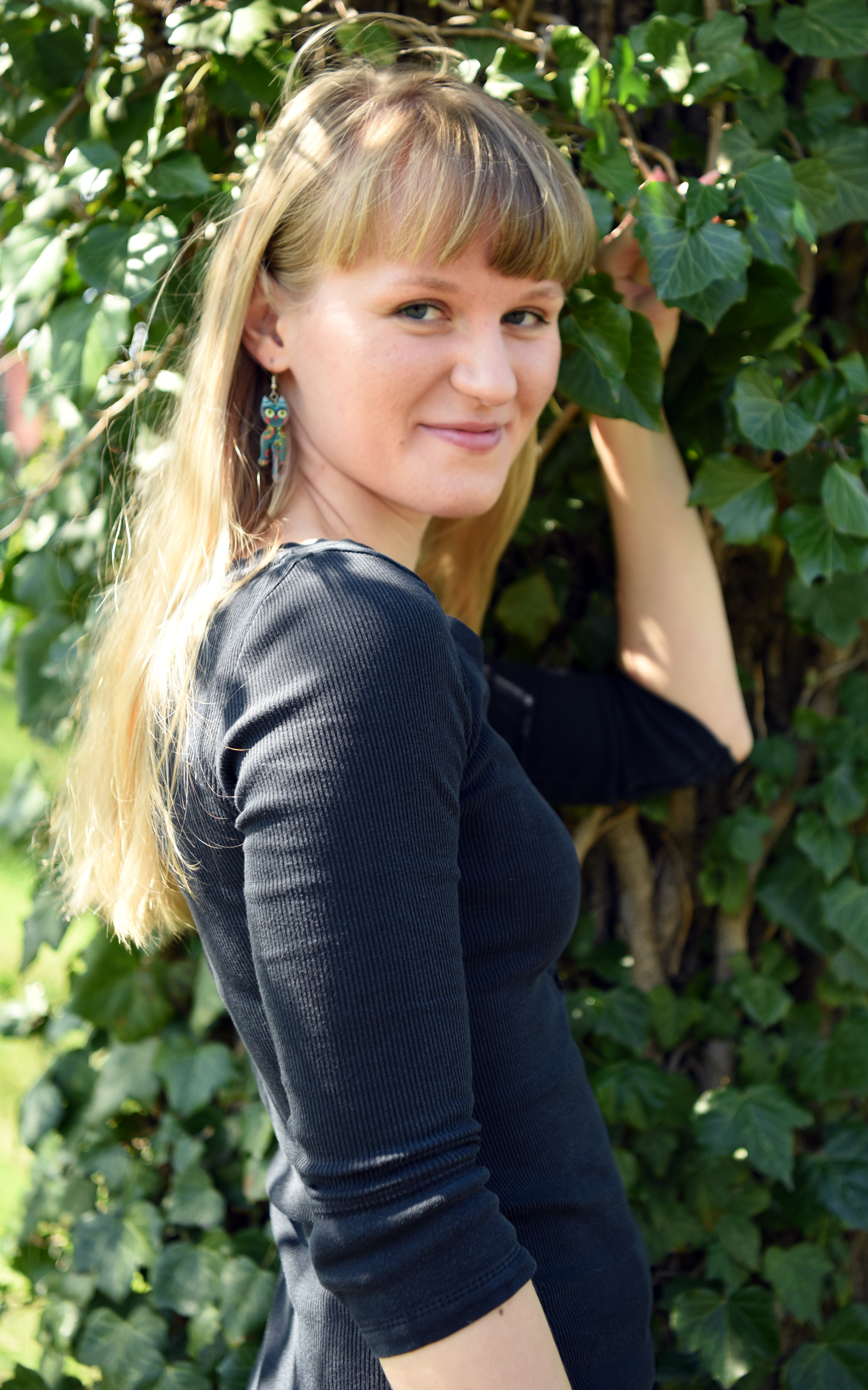
Marta Bocek

Marta Różańska-Bocek (ur. 8 listopada 1990 w Czeskim Cieszynie) – polska poetka, pisarka, polonistka pochodząca z Zaolzia.

## Edukacja i przebieg kariery
Ukończyła Polskie Gimnazjum im. Juliusza Słowackiego w Czeskim Cieszynie. Jest absolwentką filologii polskiej na Uniwersytecie Jagiellońskim w Krakowie. Ukończyła też zarządzanie i marketing na Slezské univerzitě w Karwinie. Od 2016 roku pracuje jako nauczycielka w polskiej szkole podstawowej.
Była związana z krakowskim Kołem Młodych Stowarzyszenia Pisarzy Polskich i grupą poetycką Każdy. Związana z Peronem Literackim Biblioteki Kraków oraz z grupą poetów Salonik Cieszyński.
Debiutowała w 2011 roku tomem poezji Na tchnienie wydanym pod panieńskim nazwiskiem Różańska. W 2021 roku ukazał się jej drugi zbiór pt. Na zdrowie.
Publikowała na portalach Babiniec Literacki, Emultipoetry, w czasopismach "Topos", "Czas Literatury", Post Scriptum", "Cogito", "Głos Ludu", "Gołębnik", "Lamelli", "Aspekty", "Głos Ziemi Cieszyńskiej", "Zwrot". Wiersze Marty Bocek ukazały się w Kalendarzu Śląskim 2013 i 2022.

## Życie prywatne
Z domu Różańska. Od urodzenia mieszka w Czeskim Cieszynie.

## Twórczość

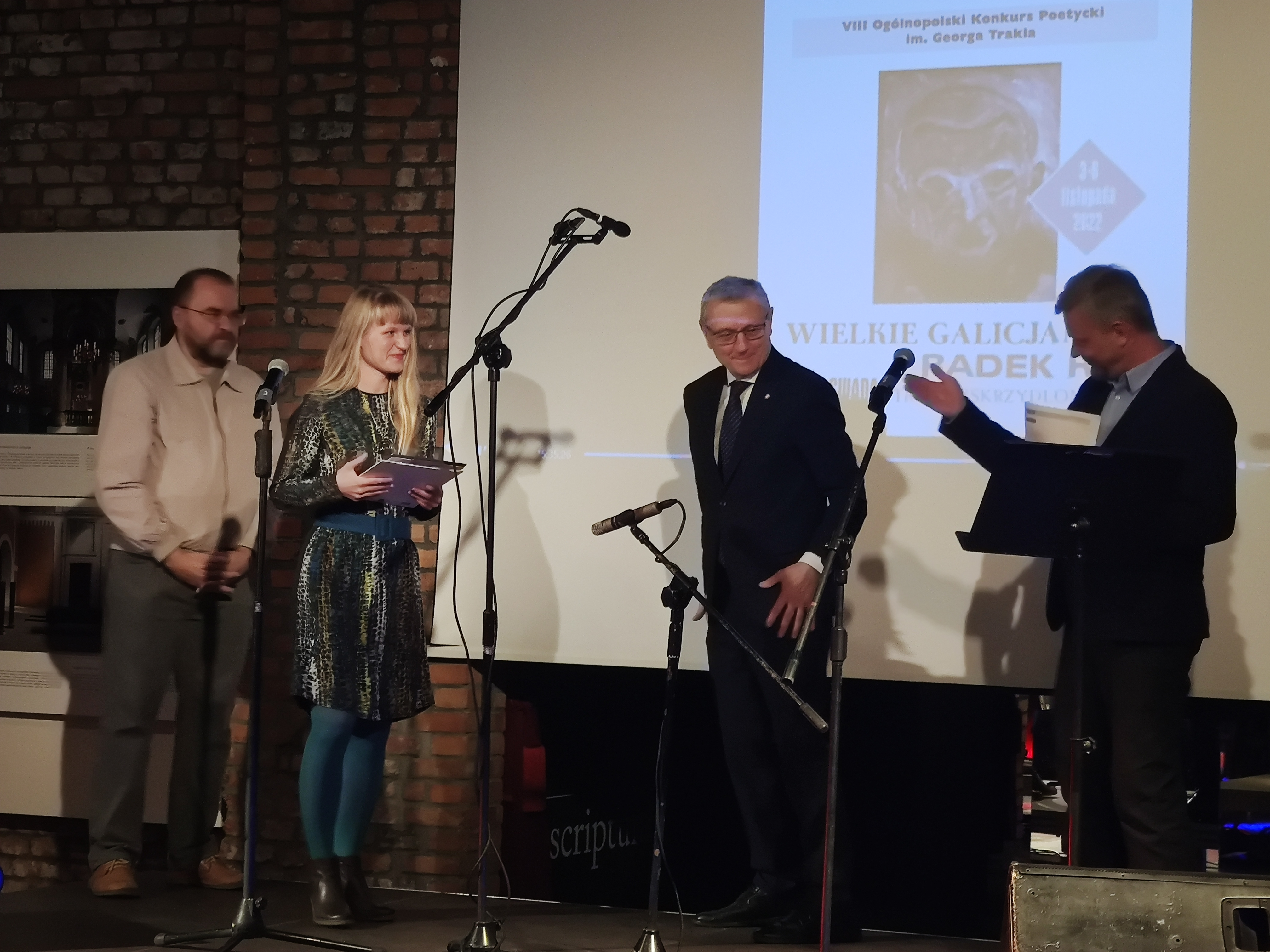
VIII Ogólnopolski Konkurs Poetycki im. Georga Trakla 2022, Żydowskie Muzeum Galicja, Kraków

### Tomy poetyckie
- Na tchnienie - wyd. Kongres Polaków w Republice Czeskiej, 2011, ISBN 978-80-87381-05-2.
- Na zdrowie - wyd. Stowarzyszenie Przyjaciół Polskiej Książki, 2021, ISBN 978-80-907310-2-8

### Publikacje w antologiach poetyckich
- Piszę bo jestem, Píšu protože jsem. Polacy w Czechach i ich wiersze - wyd. Klub Polski w Pradze, Praga 2013, ISBN 978-80-260-6519-7
- Sfera 3. Almanach Koła Młodych przy SPP w Krakowie - wyd. Krakowska Biblioteka Młodych Stowarzyszenia Pisarzy Polskich, Kraków 2016, ISBN 978-83-942884-7-1
- Antologia Peronu Literackiego Biblioteki Kraków - wyd. Libron, Kraków 2021, ISBN 978-83-66269-85-9
- A w Cieszynie. Zbiór wierszy, pod red. S. Malinowskiego i E. Holeksy-Malinowskiej - Cieszyn 2021, ISBN 978-83-953115-4-3

## Nagrody
- 2023 - Ogólnopolski Konkurs Poetycki im. Rafała Wojaczka[3] - 1. miejsce
- 2023 - nominacja w Ogólnopolskim Konkursie Poetyckim im. Kazimierza Ratonia[4]
- 2022 - Ogólnopolski Konkurs Literacki im. Georga Trakla[5] - wyróżnienie
- 2021 - konkurs poetycki O Złotą Wieżę Piastowską - Nagroda Specjalna
- 2011 - Tacy Jesteśmy, za tom poezji Na tchnienie - 2. miejsceXXXI Ogólnopolski Konkurs Poetycki im. Rafała Wojaczka, Instytut Mikołowski

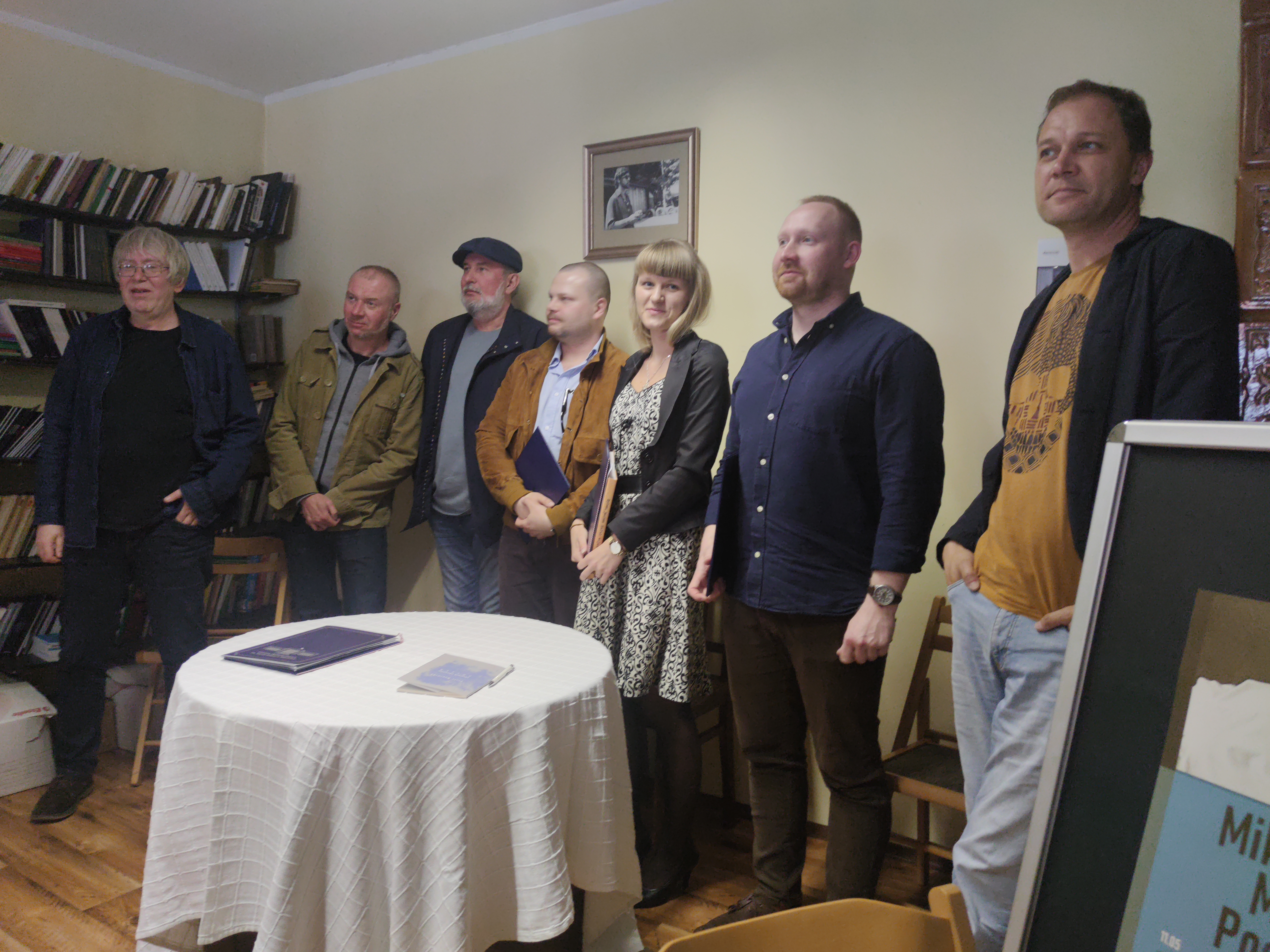
XXXI Ogólnopolski Konkurs Poetycki im. Rafała Wojaczka, Instytut Mikołowski